# Geranium holosericeum
Geranium holosericeum är en näveväxtart som beskrevs av Carl Ludwig von Willdenow och Spreng.. Geranium holosericeum ingår i släktet nävor, och familjen näveväxter. Inga underarter finns listade i Catalogue of Life.